# Colette Lequien
Colette Lequien, née le 19 décembre 1920 et morte le 21 janvier 2015, est une altiste française.

## Biographie

### Formation
Alors qu'elle est enfant, son père médecin et épris de violon l'incite à pratiquer un instrument de musique. Elle débute des leçons de piano mais elle se tourne rapidement vers le violon qu'elle préfère. À l'âge de onze ans, elle commence la pratique du violon au conservatoire de Versailles avec le professeur M. Roberval, obtenant le deuxième prix de violon en 1936, puis elle étudie l'alto dans la classe d'André Jouvensal. À dix-neuf ans, elle intègre, le Conservatoire national de musique et d'art dramatique à Paris, dans la classe de Maurice Vieux et y obtient un premier prix d'alto en 1942,. Elle travaille également avec Pierre Pasquier et Gabriel Bouillon.

### Altiste
Dès décembre 1943, elle se produit à la salle de l'École normale de musique de Paris. Sa carrière d'altiste débute dans l'orchestre Pasdeloup, un des rares orchestres à cette époque à accepter des femmes. Elle fait partie ensuite de nombreux orchestres de chambre en tant qu'alto-solo : l'orchestre Louis de Froment, l'orchestre Maurice Héwit, l'orchestre Oubradous... Elle joue par ailleurs dans des brasseries. Elle intègre le Quatuor à cordes Sonia Lovis (1944-1947) ainsi que le quatuor féminin de Paris (1949–1953). En février 1947, alors qu'elle doit partir en tournée au Portugal avec l'orchestre féminin Ars Rediviva, elle annule sa réservation d'avion au dernier moment et échappe au crash du vol près de Lisbonne qui décime l'orchestre (huit musiciens sont tués).
Elle participe à des sessions d'enregistrement de musique de variétés et de films avec des compositeurs tels que Michel Legrand et Georges Delerue. Une de ses plus longues et belles expérience de chambriste est sa participation au quintette Marie-Claire Jamet (avec Marie-Claire Jamet à la harpe, Christian Lardé à la flûte, José Sanchez puis Hervé le Floch au violon et Pierre Degenne au violoncelle).
En février 1947, elle se produit au centre culturel de la Société des concerts du conservatoire, où elle interprète le quatuor en ré pour flûtes et cordes de Mozart ainsi que les Commentaires sur de très anciens thèmes espagnols du musicien cubain Joaquín Nin.

### Professeure
Parallèlement à sa carrière musicale, elle enseigne l'alto d'abord au conservatoire de Versailles puis à l'École normale de musique de Paris et au Conservatoire national supérieur de musique et de danse de Paris à partir de 1971 jusqu'en 1987,,. Elle y a notamment pour élèves Michel Michalakakos, Pierre Lénert, et Jean-Baptiste Brunier.
Elle est secrétaire générale de l'Association des anciens élèves et élèves des conservatoires nationaux supérieurs de musique et de danse.

### Fin de vie
Elle meurt le 21 janvier 2015 à l'âge de 94 ans, dix jours après le décès de son mari, le peintre Pierre Potet. Un hommage sous forme de concert lui est rendu en novembre 2015 par le Conservatoire de Paris. 

« L'association des élèves et anciens élèves du Conservatoire de Paris, créée il y a cent ans, rend hommage à Colette Lequien, disparue en janvier 2015. Secrétaire générale de l'association pour laquelle elle s'est beaucoup engagée, musicienne et professeur d'alto, figure du Conservatoire et du monde musical, Colette Lequien n'a eu de cesse d'accompagner les artistes formés par le Conservatoire. »

### Famille
Sa nièce, Isabelle Lequien, est également une altiste renommée. Elle a été élève dans la classe d'alto de sa tante au Conservatoire national supérieur de musique de Paris où elle a obtenu un premier prix en 1985 et enseigne au conservatoire de Boulogne-Billancourt.

## Ouvrage pédagogique
Colette Lequien publie un ouvrage pédagogique intitulé Gammes journalières et arpèges pour alto, éd. Gérard Billaudot (1971) (OCLC 971852033)

## Discographie
Colette Lequien a enregistré des disques sur des labels tels que Calliope, EMI, Erato, Harmonia Mundi, Philips et Valois. De nombreux extraits figurent sur Gallica, « BnF Collection sonore »,.
- Barraud, Lais et virelais ; Maurice Thiriet, Suite en trio pour harpe, alto, flûte - Eugen List, piano ; Roger Bourdin, flûte ; Fernand Gossens, clarinette ; Ange Maugendre, basson ; Georges Durand, cor ; Lili Laskine, harpe ; Colette Lequien, alto (LP Ducretet Thomson/EMI)
- Debussy, Sonate pour flûte, alto et harpe - Christian Lardé, flûte ; Colette Lequien, alto ; Marie-Claire Jamet, harpe (1962, Valois)[20] (OCLC 681150409)
- Debussy, Sonate pour flûte, alto et harpe - Roger Bourdin, flûte ; Colette Lequien, alto ; Annie Challan, harpe (1967, Philips) (OCLC 21107920)
- Fauré, quatuors avec piano - Jean Hubeau, piano ; Raymond Gallois-Montbrun, violon ; Colette Lequien, alto ; André Navarra, violoncelle (1970, Erato ECD 71564) (OCLC 877838593)
- Mozart, Trio en mi bémol majeur, Kv 498 « les quilles » - Robert Veyron-Lacroix, piano ; Jacques Lancelot, clarinette ; Colette Lequien, alto (Erato) (OCLC 1040355433)
- Milhaud, Les Rêves de Jacob - Pierre Pierlot, hautbois ; Robert Gendre, violon ; Colette Lequien, alto ; Michèle Lepinte, violoncelle ; Cazauran, contrebasse, dir. Darius Milhaud (1957, LP BAM LD029A)[21] (OCLC 761578962)
- Ravel, Musique de chambre (1960-1974, 2CD EMI) (OCLC 54886314)
- Ravel, Introduction et Allegro - Marie-Claire Jamet, harpe ; Christian Lardé, flûte ; Guy Deplus, clarinette ; Hervé le Floch, violon ; Colette Lequien, alto ; Pierre Degenne, violoncelle (1975, Calliope) (OCLC 956595805)
- Roussel, Sérénade op. 30 ; Trio op. 40 - Marie-Claire Jamet, harpe ; Christian Lardé, flûte ; Colette Lequien, alto ; Pierre Degenne, violoncelle (Harmonia Mundi)[22] (OCLC 1040421650)
- Schönberg, Pierrot lunaire - Ellen Adler, récitante ; Ensemble de chambre de Paris : Claude Helffer, piano ; Jean-Pierre Rampal, flûte ; Ernest Briand, clarinette ; Colette Lequien, alto ; dir. René Leibowitz (1950, LP Dial Records DLP-16) (BNF 38623335)